# Litická brána
Litická brána (též Jeptišská brána) je zaniklá městská brána v Plzni. Stála v místech Studijní a vědecká knihovna. Byla postavena ve 14. století jako jedna ze čtyř bran královského města Plzně (dalšími byly Pražská na východě, Říšská na západě a Saská na severu). Litická brána byla zbořena v souvislosti s budováním barokní bastionové pevnosti roku 1804 a její zbytky byly zahrnuty do stavby tehdejšího premonstrátského gymnázia. Zachované zbytky jsou vystaveny v průjezdu hodinové věže Studijní a vědecké knihovny.

## Galerie

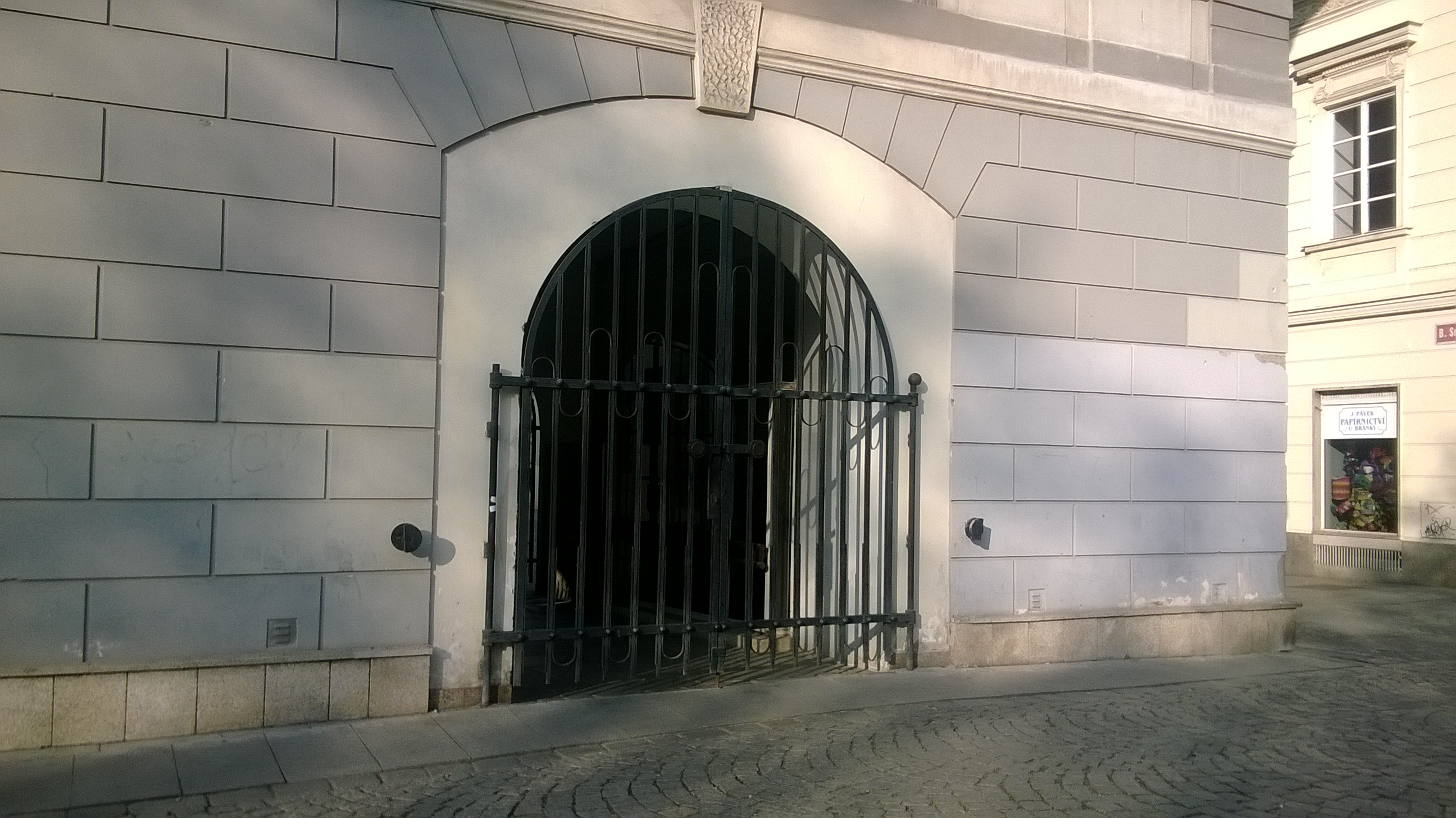
Hodinová věž (místo, kde stála Litická brána)
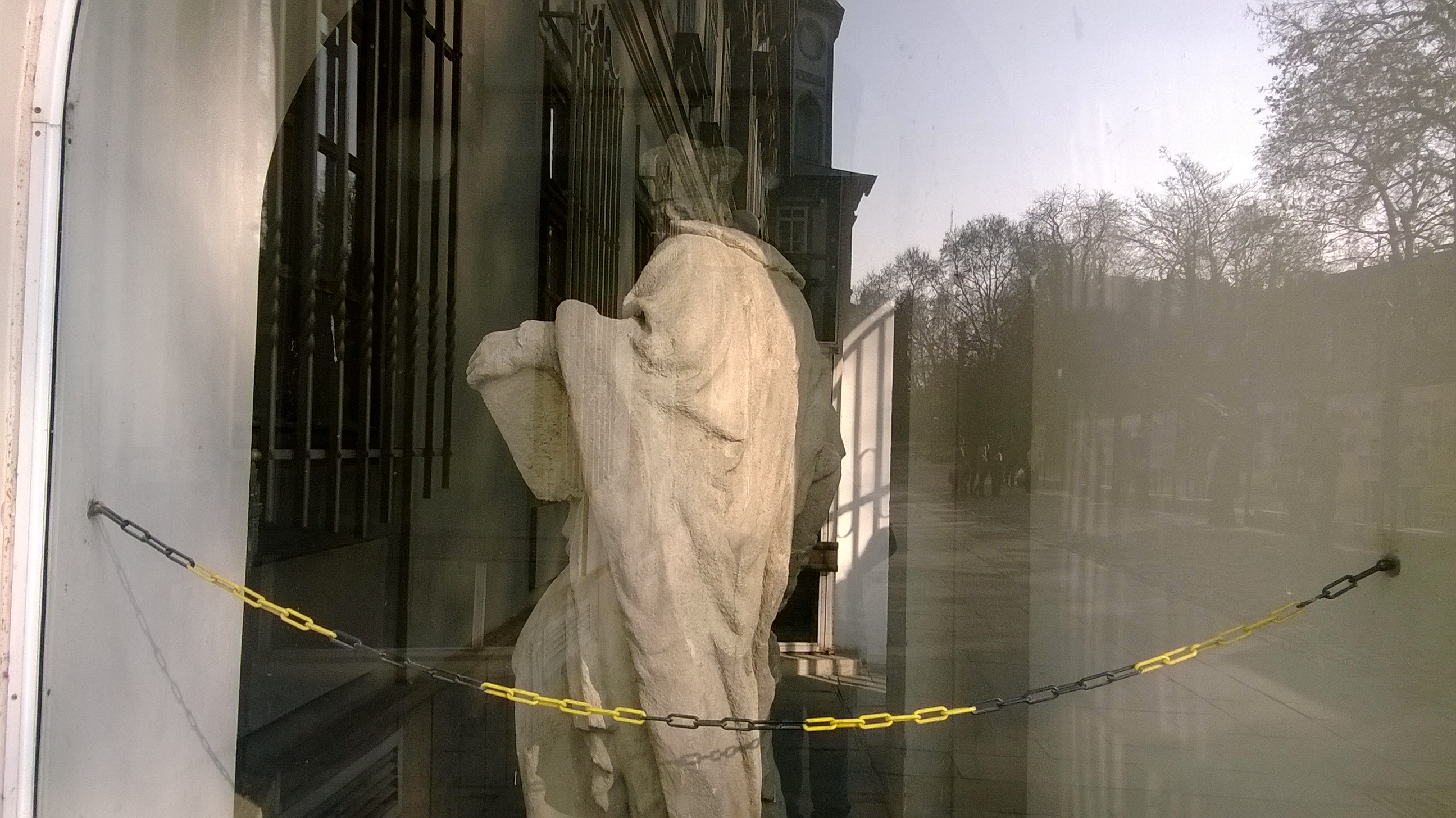
Svatý v Litické bráně
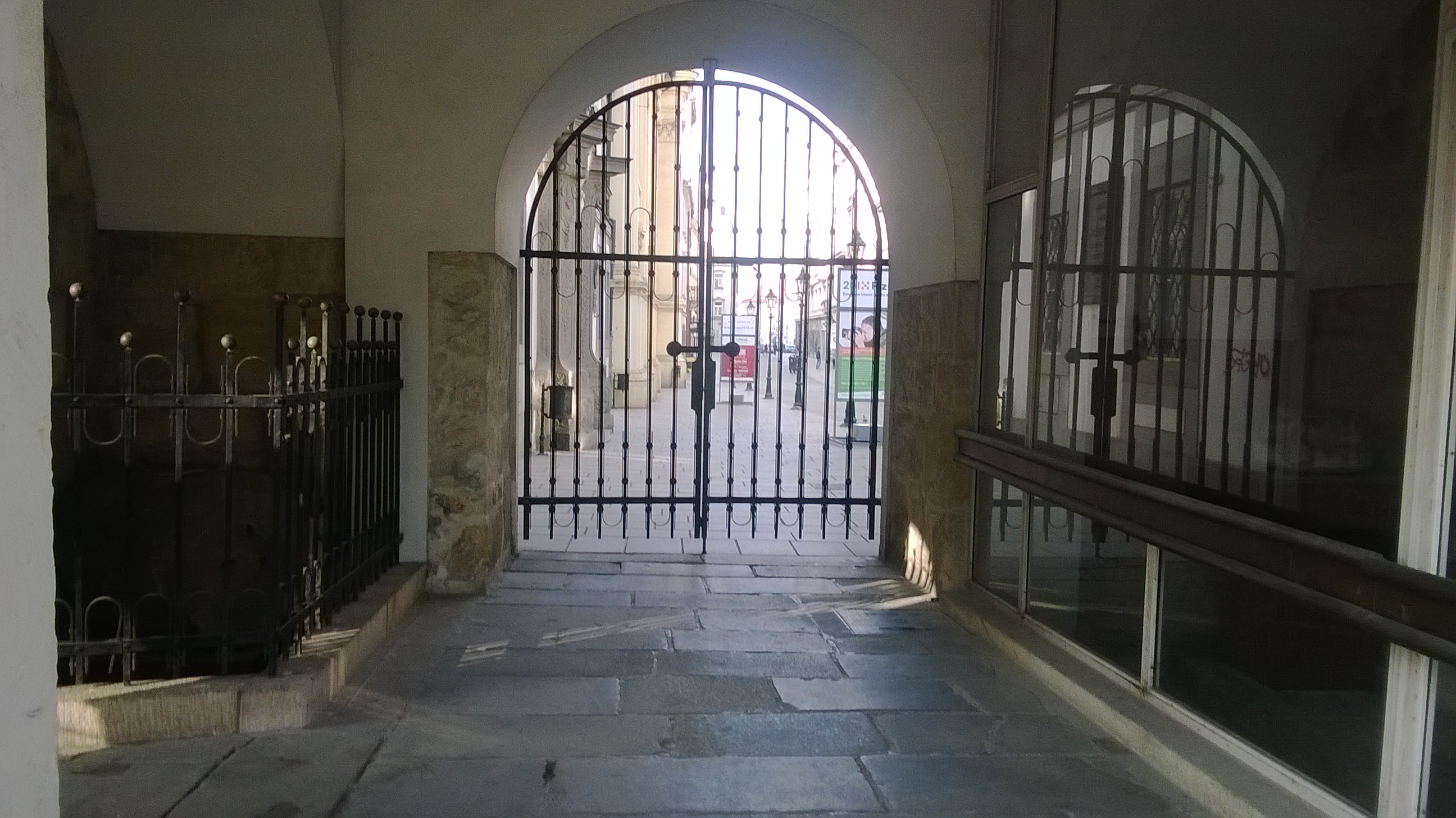
Průjezd hodinové věže (místo, kde stála brána)